# Tendance d'eau
『Tendance d'eau』（トンドンス ドー）は、白鳥由里の3作目のオリジナルアルバム。1997年11月1日、バップより発売された。

## 概要
- 前作『Caramel POP』以来2年ぶりとなる通算3枚目のアルバム。
- サウンドプロデュースは引き続きシンガーソングライターの新居昭乃が担当。レコーディングはフランスのパリにあるMEGAスタジオにて行われた、その際には新居も参加している。
- タイトルの「Tendance d'eau」とは「その時々によって変化していく水」という意味。歌詞の中にもそれぞれ「海」「雨」「酒」「風呂」「洗濯」「川」「コーヒー」「涙」「水たまり」などと言った水に関するワードが含まれている。
- 白鳥は6曲目「小さな宇宙」の作詞で参加、当初白鳥自身が作詞をする予定はなかったが、新居の提案により歌詞を手掛けることになった。
- 8曲目「CAFÉ CON LECHE」は元詩人の血のボーカル・辻睦詞とのデュエット楽曲
- 10曲目「Little Wing」は新居がベストアルバム『RGB』にてセルフカバーしている（編曲は細海魚）。

## 収録曲
| #         | タイトル                                            | 作詞             | 作曲               | 編曲               | 時間  |
| --------- | --------------------------------------------------- | ---------------- | ------------------ | ------------------ | ----- |
| 1.        | 「Beluga〜海のカナリア〜」                          | 新居昭乃         | 新居昭乃           | 新居昭乃・保刈久明 | 4:06  |
| 2.        | 「パラソル」                                        | 新居昭乃         | 新居昭乃           | 新居昭乃・保刈久明 | 3:22  |
| 3.        | 「上海より愛をこめて」                              | 新居昭乃         | 新居昭乃・保刈久明 | 保刈久明・新居昭乃 | 4:10  |
| 4.        | 「人魚の入浴」                                      | 新居昭乃         | 新居昭乃           | 新居昭乃           | 3:23  |
| 5.        | 「Sunnyday's Laundry」                              | 新居昭乃         | 保刈久明           | 新居昭乃・保刈久明 | 3:14  |
| 6.        | 「小さな宇宙」                                      | 白鳥由里         | 新居昭乃           | 新居昭乃           | 4:14  |
| 7.        | 「アクアマリン」                                    | 新居昭乃         | 新居昭乃           | 新居昭乃           | 4:34  |
| 8.        | 「CAFÉ CON LECHE」(Duet with 辻睦詞（ex.詩人の血）) | 武田旬平・辻睦詞 | 新居昭乃           | 新居昭乃・保刈久明 | 4:18  |
| 9.        | 「Hello,Mr.Cat Bon」                                | 新居昭乃         | 新居昭乃           | 新居昭乃           | 4:05  |
| 10.       | 「Little Wing」                                     | 新居昭乃         | 新居昭乃           | 新居昭乃           | 4:53  |
| 合計時間: | 合計時間:                                           | 合計時間:        | 合計時間:          | 合計時間:          | 40:19 |